# Banankoro (Guinée)
Banankoro est le chef-lieu de la sous-préfecture de même nom de la préfecture de Kérouane, dans la région de Kankan au sud-est de la Guinée. Il est à 50 kilomètres de Kérouané sur la route Kérouané-Carrefour qui joint la nationale Kankan-Kissidougou.

## Économie
Banankoro est le marché du diamant en Guinée. Cette activité économique a permis une croissance rapide de l'agglomération qui est aujourd'hui une ville.